# Fyre Festival
Fyre Festival byl plánovaný hudební festival, který se měl konat na bahamském ostrově Great Exuma v termínu od 28. dubna do 30. dubna a od 5. května do 7. května roku 2017. Jeho pořadateli byli majitel firmy Fyre Media Inc. Billy McFarland a rapper Ja Rule. Bombastická akce byla organizačně naprosto nezvládnutá a skončila velkým skandálem s dohrou u soudu.
Festival měl být spojen s představením nové hudební aplikace od společnosti Fyre. McFarland sliboval mimořádnou zážitkovou akci pro zlatou mládež, jíž kromě hudby nabízel pobyt ve futuristických geodetických kopulích, speciality světové gastronomie i možnost strávit čas mezi celebritami. Spolu s agenturou Jerry Media spustil rozsáhlou propagační kampaň, v níž využil přední influencery, např. Kendall Jenner od něj obdržela za jeden post 250 000 dolarů. Reklama také zdůrazňovala, že ostrov dříve vlastnil Pablo Escobar. Prodalo se okolo pěti tisíc vstupenek, které stály 500 až 1 500 dolarů, nabízel se také VIP balíček za 12 000 $, zahrnující dopravu a ubytování. Na festivalu měli vystoupit mj. Blink-182, Tyga, Rae Sremmurd, Pusha T a Klingande. Nic z toho však pořadatelé nedokázali zajistit, takže ráno 27. dubna 2017 dorazilo na ostrov v silném dešti asi pět set prvních návštěvníků, kteří na místě očekávaného luxusu nalezli ubytování ve stanech a sendviče jako občerstvení, nefungovala zdravotní a bezpečnostní služba ani mobilní signál, místo ohlášených hvězd hrála reprodukovaná hudba a místní kapela. Následujícího dne byl festival oficiálně zrušen a byla zahájena evakuace účastníků z ostrova.
Akce byla označena za „podvod století“ a „nejhorší festival všech dob“. Majitelé vstupenek žádali odškodnění, nakonec jim byla přiznána náhrada ve výši 281 dolarů. Ja Rule se s právníky poškozených dohodl na mimosoudním vyrovnání, kdežto McFarland byl za zpronevěru odsouzen k šestiletému vězení a pokutě 26 milionů dolarů. V březnu 2023 byl předčasně propuštěn, poté se za nezdar omluvil a slíbil, že jako náhradu uspořádá skutečný festival, který by se měl konat v prosinci 2024.
O případu vznikly filmové dokumenty FYRE: Největší večírek, co nikdy nebyl (režie Chris Smith) a Fyre Fraud (režie Jenner Furst a Julia Willoughby Nason). Narážky na falešný festival se objevily i v televizních seriálech Silicon Valley a Neskutečná Anna.